# Clara Liberman
Clara Liberman (* 5. April 2000 in Gonesse) ist eine französische Leichtathletin, die sich auf den Mittelstreckenlauf spezialisiert hat.

## Sportliche Laufbahn und Leben
Erste internationale Erfahrungen sammelte Clara Liberman im Jahr 2025, als sie bei den Halleneuropameisterschaften in Apeldoorn in 2:02,32 min auf Anhieb die Silbermedaille im 800-Meter-Lauf hinter der Polin Anna Wielgosz gewann.
2025 wurde Liberman französische Hallenmeisterin im 800-Meter-Lauf.

## Persönliche Bestleistungen
- 800 Meter: 2:00,16 min, 4. Juli 2024 in Sotteville-lès-Rouen
  - 800 Meter (Halle): 2:01,00 min, 7. März 2025 in Apeldoorn
- 1500 Meter: 4:12,72 min, 17. Mai 2024 in Carquefou
  - 1500 Meter (Halle): 4:09,43 min, 15. Februar 2025 in Lyon